# TPTP
TPTP (Thousands of Problems for Theorem Provers) – biblioteka problemów dla systemów automatycznego dowodzenia twierdzeń. Obejmuje ponad 15 tysięcy problemów abstrakcyjnych.
Biblioteka operuje własnym językiem Typed Higher-order Form (THF), który jest czytelny dla ludzi, łatwo parsowalny dla komputerów i bazuje na Prologu. Są na niej oparte problemy rozwiązaywane podczas konkursu CADE ATP System Competition.